# 長井政光
長井 政光（ながい まさみつ、文久元年11月19日（1861年12月20日） - 1944年（昭和19年）11月18日）は、明治から大正時代の政治家、実業家。愛媛県松山市長。

## 経歴・人物
伊予松山藩士・仙波輝広の長男として松山城下に生まれ、1879年（明治12年）7月に長井政金の養子となり、家督を相続する。
1896年（明治29年）1月、松山市会議員に当選。さらに、1908年（明治41年）2月25日、松山市長に就任した。1922年（大正11年）2月の任期満了まで市長を務め、小学校の増設、道路改修、路面電車の敷設、下水道工事、隣接町村の一部編入、松山高等学校の誘致など市の発展に貢献した。
退官後は、実業界に入り三津浜煉瓦の社長を務めた。

## 親族
- 岳父：清水義彰（愛媛県多額納税者、実業家）[2][3]